# 한국철도공사 9100호대 디젤 기관차
용산철도차량사업소 9100호대 디젤 기관차는 대한민국 용산철도차량사업소의 입환용 순수 디젤 기관차다.
1969년 일본차량제조에서 2량이 제작되어 대한민국 철도청에서 용산철도차량사업소로 이전 하여 도입했다. 당시의 차량번호는 1001호 및 1002호였다. 초기 도입동차 및 당시의 일본국유철도의 일반동차와 같은 180마력급 디젤 엔진과 액압 변속기를 2대씩 갖추고 있다. 번호 변경과 엔진 교환을 거쳤다가, 2006년과 2007년에 모두 퇴역하였다.

## 현황
총 2량이 생산되어 현재 모두 퇴역하였다.
| 차호   | 도입 시기 | 운행 중단 시기 | 비고                                                         |
| ------ | --------- | -------------- | ------------------------------------------------------------ |
| 9101호 | 1969년    | 2006년         | 도입 당시 차번은 1001호였다.                                 |
| 9102호 | 1969년    | 2007년         | 도입 당시 차번은 1002호였다. 용산차량사업소의 전용 입환기다. |